# Cameraria borneensis
Cameraria borneensis är en fjärilsart som beskrevs av Tosio Kumata 1993. Cameraria borneensis ingår i släktet Cameraria och familjen styltmalar. Inga underarter finns listade i Catalogue of Life.